# Webster (Massachusetts)
Pour les articles homonymes, voir Webster.
Webster est une ville du comté de Worcester dans le Massachusetts. Sa population était de 17 767 habitants au recensement de 2010.

## Histoire
Les premiers colons arrivent en 1713 et l'entité urbaine reçoit sa propre administration le 6 mars 1832, son territoire étant auparavant partagé entre celui de la municipalité de Dudley et celui de la municipalité d'Oxford.
Elle a été nommée ainsi d'après Daniel Webster.

## Architecture
- Basilique Saint-Joseph (néogothique), début du XXe siècle.